# Fulgence Rabeony
Fulgence Rabeony SJ (Isoraka, Madagascar, 21 de novembro de 1945) é um clérigo católico romano de Madagáscar e Arcebispo emérito de Toliara.

## Biografia
Fulgence Rabeony recebeu o Sacramento da Ordem em 7 de agosto de 1976 como um padre da Companhia de Jesus.
Em 2 de abril de 1990, o Papa João Paulo II o nomeou Bispo de Toliara. O Arcebispo de Antananarivo, Cardeal Victor Razafimahatratra SJ, o consagrou em 18 de novembro do mesmo ano, em Toliara; os co-consagradores foram o Arcebispo de Fianarantsoa, Gilbert Ramanantoanina SJ, e o Bispo de Toamasina, René Joseph Rakotondrabé.
Em 3 de dezembro de 2003, João Paulo II elevou a diocese a arquidiocese e nomeou Fulgence Rabeony como primeiro arcebispo de Toliara. Recebeu o pálio em 29 de junho de 2004, Solenidade dos Santos Pedro e Paulo, das mãos de João Paulo II na Praça de São Pedro.

Arcebispo Rabeony renunciou por idade em 22 de julho de 2023.